# Al-Imran

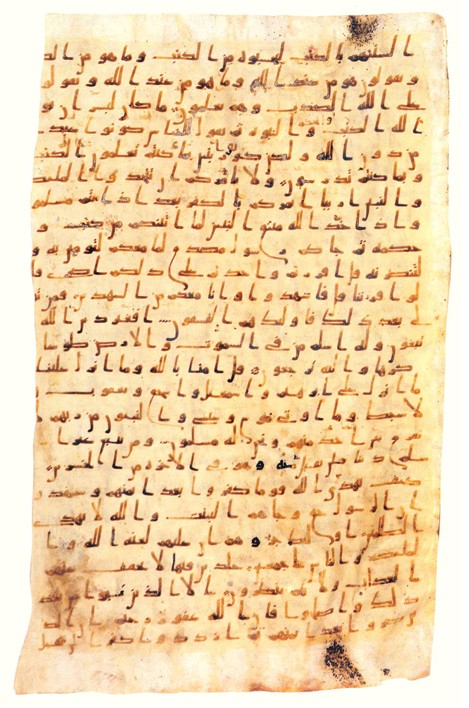
Vers 34-184.

Âl 'Îmrân (arabiska: آل عمران, Sūratu Āli-'Imrān, "'Imrans ätt") är den tredje suran i Koranen med tvåhundra verser (ayah).
Suran har två huvudsakliga budskap, framförda i varsina avdelningar. Den första avdelningen, vers 1, lär hur man motstår frestelser och omoral, och bekräftar tron. Exempel: 3, 14, 84 och 120.
Den andra avdelningen, vers 121, lär hur man motstår sin egen omoral. Exempel: 103, som uppmanar till att enas och inte hata, samt vers 200.

## Jesus Kristus
Från vers 35 till 59 berättas om Marias födelse och hur hon får budskapet att hon skall föda en son vid namnet Jesus Kristus, och att det är en jungfrufödelse.
I vers 55 står det att de som följer Jesus skall sättas högt över de som förnekar honom ända till uppståndelsens dag.